# Farrah Forke
Farrah Rachael Forke (Corpus Christi, 12 febbraio 1968 – Houston, 25 febbraio 2022) è stata un'attrice statunitense.

## Filmografia parziale

### Cinema
- Rivelazioni (Disclosure), regia di Barry Levinson (1994)
- Heat - La sfida (Heat), regia di Michael Mann (1995)
- Rischio d'impatto (Ground Control), regia di Richard Howard (1998)
- In fuga dal passato (Hitman's Run), regia di Mark L. Lester (1999)
- It Is What It Is, regia di Billy Frolick (2001)

### Televisione
- Paura dietro la porta (Complex of Fear) - film TV (1993)
- Viaggio al centro della Terra (Journey to the Center of the Earth) - film TV (1993)
- Le ali degli angeli (Nurses on the Line: The Crash of Flight 7) - film TV (1993)
- Il ritorno della donna bionica (Bionic Ever After?) - film TV (1994)
- Wings - 35 episodi (1992-1995)
- Lois & Clark - Le nuove avventure di Superman (Lois & Clark: The New Adventures of Superman) - 4 episodi (1994-1995)
- Sola con i miei bambini (Abandoned and Deceived) - film TV (1995)
- Dweebs - 10 episodi (1995)
- Mr. Rhodes - 17 episodi (1996-1997)
- Cinque in famiglia (Party of Five) - 3 episodi (1999)
- Batman of the Future (Batman Beyond) - 2 episodi, voce (2000)
- Justice League Unlimited - un episodio, voce (2005)